# Valencisse
Valencisse es una comuna nueva francesa situada en el departamento de Loir y Cher, de la región de Centro-Valle de Loira.

## Historia
Fue creada el 1 de enero de 2017, en aplicación de una resolución del prefecto de Loir y Cher de 27 de julio de 2016 con la unión de las comunas de Chambon-sur-Cisse, Molineuf y Orchaise, pasando a estar el ayuntamiento en la comuna delegada de Molineuf.
Del 1 de enero de 2016 al 31 de diciembre del mismo año, las comunas de Molineuf y Orchaise, formaron la comuna nueva de Valencisse.  

## Demografía
| Gráfica de evolución demográfica de Valencisse entre 1800 y 2013 |
|                                                                  |

Los datos entre 1800 y 2013 son el resultado de sumar los parciales de las tres comunas que forman la nueva comuna de Valencisse, cuyos datos se han cogido de 1800 a 1999, para las comunas de Chambon-sur-Cisse, Molineuf y Orchaise de la página francesa EHESS/Cassini. Los demás datos se han cogido de la página del INSEE.

## Composición
| Comuna delegada   | Código INSEE | Población (2013) | Superficie (km²) | Densidad (hab./km²) |
| ----------------- | ------------ | ---------------- | ---------------- | ------------------- |
| Chambon-sur-Cisse | 41033        | 681              | 12.71            | 54                  |
| Molineuf          | 41142        | 784              | 11.02            | 71                  |
| Orchaise          | 41169        | 951              | 20.03            | 47                  |